# 仙道作三
仙道 作三（せんどう さくぞう、1945年3月24日 - ）は秋田県雄勝郡羽後町出身の作曲家。ヌーベル文化賞、宮沢賢治賞奨励賞などの受賞歴がある。娘の仙道さおりはパーカッション奏者。

## 人物
1960年3月25日、新制中学卒業後に集団就職で上京。東京都葛飾区の機械工場で働きつつ、1964年からクラシック・ギターを習う。1966年9月12日、日比谷公会堂でナルシソ・イエペスのリサイタルを聴き、ギタリストとして立つことを決意。1968年、音楽理論を本格的に学ぶため工場を退職。1970年、ギター教室を開業。1971年、柴田南雄に入門し、音楽理論等を学ぶ。1975年から柴田に作曲を学ぶ。1977年、混声合唱曲『兼好語録』が第2回創作合唱曲に入選。1978年、柴又帝釈天題経寺住職望月良晃の委嘱で『インドラ讃歌』を発表。1990年、オペラ『手賀沼讃歌』でヌーベル文化賞受賞。1992年、秋田県琴丘町文化人招聘第一号。コンポーザー・イン・レジデンスとして同町に滞在し、『縄文ページェント』を作曲。1993年、オペレッタ『注文の多い料理店』で第3回宮沢賢治賞奨励賞受賞。1995年、『縄文ページェント』で地方自治奨励賞受賞。1997年、第11回町づくり賞受賞。1998年、自治大臣賞。2002年、秋田県芸術選奨受賞。『黒媛物語』で岡山県芸術祭特別賞受賞。2003年、内閣官房長官賞受賞。作品に、オペラ『源氏物語』『手賀沼讃歌』『お夏狂乱』『智恵子抄』『観音さま』など。著書に『わがオペラの幕は上がる』（春秋社、1996年）がある。